# Линкольн для адвоката (фильм)
«Линкольн для адвоката» (англ. The Lincoln Lawyer) — американский юридический триллер 2011 года, снятый по мотивам одноименного романа Майкла Коннелли 2005 года. Режиссёром фильма является Брэд Фурман, сценарий написал Джон Романо, а Мэттью Макконахи играет главную роль адвоката Микки Халлера. В фильме также снялись Райан Филипп, Мариса Томей, Джош Лукас, Уильям Халл Мэйси и Брайан Крэнстон.
Сюжет взят из первого из нескольких романов, в которых рассказывается о персонаже Микки Халлере, который работает в Lincoln Town Car с шофером, а не в офисе. Халлера нанимают защищать сына богатой бизнесвумен из Лос-Анджелеса в деле о нападении. Подробности этого преступления наводят на неприятные параллели с предыдущим делом, и Халлер обнаруживает, что эти два дела взаимосвязаны.
Фильм вышел в прокат 18 марта 2011 года. Он получил в целом положительные отзывы и собрал 87 000 000 долларов в мировом прокате.

## Сюжет
Успешный адвокат Микки Холлер (Мэттью Макконахи) часто слышит упрёки от детективов и прокуроров, что из-за него преступники гуляют на свободе. Он следует профессиональному кредо своего отца-адвоката Микки Холлера, что самое главное в деле защиты — не допустить осуждения невиновного. С подачи знакомого полицейского Холлер получает дело риелтора Луиса Руле (Райан Филлипп), обвиняемого в жестоком избиении проститутки Реджины Кампо (Маргарита Левиева). Состоятельный Руле работает в компании своей матери Мэри Виндзор (Фрэнсис Фишер), несколько лет назад подвергнувшейся изнасилованию. Луис напрочь отрицает факт избиения, утверждая, что Кампо сама на него напала. Арестованного Руле освобождают под залог в один миллион долларов и надевают ему на ногу электронный браслет-передатчик. У стороны обвинения есть улика в виде окровавленного ножа Руле, но Холлер не уверен в виновности клиента. Затем он приходит к выводу, что Руле ранее совершил убийство проститутки, за которое отбывает пожизненное заключение его клиент Хесус Мартинес (Майкл Пенья). Мартинес отрицал свою вину, но Холлер ему не поверил и заставил признаться в убийстве, чтобы избежать смертной казни. Холлер делится размышлениями с частным дознавателем Фрэнком Левайном (Уильям Мэйси), но обратиться в правоохранительные органы он не может из-за адвокатской тайны. По возвращении домой Холлер застаёт там Руле, который признаётся в убийстве и угрожает адвокату здоровьем дочери. Утром Холлер узнаёт, что Левайн, нашедший доказательство виновности Руле в убийстве, убит из антикварного пистолета, который принадлежал отцу Холлера и который был украден из его дома Руле. В то же время информация с электронного браслета о перемещениях Руле не подтверждает, что Левина мог убить он.
Во время суда Холлер защищает клиента, но исход дела неясен. И тогда адвокат придумывает способ одновременно подставить и прокуратуру, и Руле с помощью сокамерника Руле по КПЗ Корлисса (Ши Уигхэм). Стукач-рецидивист Корлисс выступает свидетелем со стороны обвинения. Он утверждает, что Руле хвастался ему в камере, что избил одну и убил другую проститутку. Вызванные Холлером в зал суда детектив и прокурор по делу Мартинеса понимают, о каком убийстве идёт речь. Холлер предъявляет суду доказательства, что Корлисс лжесвидетельствовал в другом деле, и прокурор Тед Минтон (Джош Лукас) оказывается скомпрометированным. Минтон снимает все обвинения, Руле освобождают в здании суда и тут же арестовывают снова как подозреваемого в убийстве проститутки по делу Хесуса Мартинеса. В тот же день Руле отпускают под новый залог и он едет к дому дочери и бывшей жены Холлера, прокурора Мэгги Макферсон (Мариса Томей). Там его встречает вооружённый пистолетом Холлер, а вскоре подъехавшие байкеры (друзья клиента Холлера) Руле избивают. Холлер отправляется домой и встречает там Мэри Виндзор, которая признаётся в убийстве Левина, после чего стреляет в адвоката из того же антикварного пистолета, и раненый Холлер ответным выстрелом её убивает.
Холлер вспоминает, что у Руле среди обвинений были лишь штрафы за стоянку в неположенном месте, в том числе, возможно, и на месте убийства первой проститутки (по которому был обвинен Хесус Мартинес). Он сообщает об этом следствию, информация подтверждается, Мартинес оправдан и освобождён из заключения, а Руле предъявляется обвинение в убийстве, по которому ему грозит смертная казнь.

## В ролях
| Актёр             | Роль              |
| ----------------- | ----------------- |
| Мэттью Макконахи  | Микки Холлер      |
| Мариса Томей      | Мэгги Макферсон   |
| Райан Филлипп     | Луис Руле         |
| Уильям Мэйси      | Фрэнк Левин       |
| Джош Лукас        | Тед Минтон        |
| Джон Легуизамо    | Вал Валенсуэла    |
| Майкл Пенья       | Хесус Мартинес    |
| Боб Гантон        | Сесил Доббс       |
| Фрэнсис Фишер     | Мэри Виндзор      |
| Брайан Кренстон   | детектив Лэнгфорд |
| Микаэла Конлин    | Хейди Собел       |
| Маргарита Левиева | Реджина Кампо     |
| Шей Уигем         | Д. Дж. Корлисс    |
| Кэтрин Мённиг     | Глория            |
| Майкл Паре        | детектив Карлен   |
| Лоуренс Мэйсон    | Эрл               |

## Смысл названия
Правильный перевод названия — «Адвокат на „Линкольне“». Для Микки Холлера машина — это передвижной офис, всего у него четыре Линкольна, которые он закупил для последующей сдачи в аренду.
Цитата из книги:
«Через пятнадцать минут я остановил машину перед хранилищем на Окснард-авеню в северном Голливуде. Там, за двойными дверями гаража, в моем распоряжении полторы тысячи квадратных футов площади… Здесь находились материалы по закрытым делам, а также два других автомобиля марки „Линкольн“. В прошлом году, когда мне перепала кругленькая сумма, я купил сразу четыре „линкольна“, чтобы уменьшить стоимость страховки. Идея была в том, чтобы использовать каждый из них до тех пор, пока пробег не составит шестьдесят тысяч, а затем передать в прокат автомобилей, занимающийся доставкой пассажиров в аэропорт и обратно. Пока что мой план работал. Я ездил уже на втором „линкольне“, и скоро подходила очередь третьего».

## Критика
Автор одноимённого романа Майкл Коннелли увидел черновую версию фильма в ноябре 2010 года и был очень доволен экранизацией. При бюджете в 40 000 000 долларов фильм собрал в прокате 85 000 000, 55 000 000 из которых в американских кинозалах.
«Линкольн для адвоката» получил 83 % положительных рецензий и 82 % благоприятных отзывов зрителей на Rotten Tomatoes. Кинокритик Роджер Эберт также положительно оценил фильм и дал ему три звезды из четырёх.
Роджер Эберт из Chicago Sun-Times дал фильму 3 звезды из 4 возможных, заявив: «Сюжет кажется наполовину реализованным в разных направлениях, знакомым по другим криминальным историям. Сыграно мастерски, увлекательно и занимательно».